# Rangers de Whitcomb
Los Rangers de Whitcomb fueron oficialmente creados el 15 de octubre de 1776 y formados en el Fuerte Ticonderoga, Nueva York, en noviembre de 1776. La unidad consistía en dos compañías de los Rangers de Nuevo Hampshire, dispuesta para servir en el Ejército Continental al mando de Benjamin Whitcomb, un veterano de otro regimiento. Participaron en la Batalla de Hubbardton, la Batalla de Bennington y la Batalla de Saratoga, antes de ser disueltos el 1 de enero de 1781, en Coos, Nuevo Hampshire.